# Репрезентација Грузије у хокеју на леду
Хокејашка репрезентација Грузије представља Грузију на међународним такмичењима у хокеју на леду и под окриљем је Савеза хокеја на леду Грузије. Придружена је чланица ИИХФ од 2009. године.

## Историјат
Први наступ националне селекције Грузије десио се на совјетској Зимској Спартакијади у Свердловску у марту 1962. Тадашња репрезентација Грузијске ССР на том такмичењу одиграла је укупно 8 утакмица и остварила је две победе (против селекција Киргиске ССР и Јерменске ССР) и 6 пораза. Прву службену утакмицу на том такмичењу Грузијска ССР одиграла је 2. марта 1962. против Литванске ССР (и изгубила са 10:2).
Од 2009. Грузија је придружени члан Међународне хокејашке федерације. Прве међународне утакмице након чланства у ИИХФ одиграли су у Јеревану против Јерменије и Јужне Африке (пријатељски сусрети) почетком априла 2010. године, забележивши оба пораза (8:1 против ЈАР и 22:1 против домаће селекције).
Дебитантски наступ на светском првенству у хокеју на леду остварили су у квалификацијама за Светско првенство дивизије III 2013. Квалификације су одржане у Абу Дабију (УАЕ), а Грузија је забележила сва три пораза и није се пласирала на финални турнир Дивизије III. (порази од УАЕ, Грчке и Монголије).
Прву победу на званичним сусретима у историји репрезентација Грузије остварила је у Измиру у Турској, на светском првенству треће дивизије где је у оквиру петог кола савладана селекција Босне и Херцеговине резултатом 4:3. На истом турниру Грузијци су савладали и Уједињене Арапске Емирате (након продужетака), те остварили уједно и најбољи пласман у историји освојивши 5. место (укупно 45. место на светским првенствима за 2015. годину).
Највећи успех у историји селекеције Грузије остварен је на светском првенству треће дивизије 2018. у јужноафричком Кејптауну, где је освојено прво место (укупно 41. позиција) и остварен пласман у виши ранг такмичења (друга дивизија) за наредну сезону. Грузијци су на том турниру остварили 4 убедљиве победе, против Турске, Бугарске, Хонгхконга и Кинеског Тајпеја, уз убедљиву гол разлику од +23.

## Резултати на светским првенствима
| Год.  | Место      | Пласман     | Категорија (група)        |
| ----- | ---------- | ----------- | ------------------------- |
| 2013. | Абу Даби   | 4/4         | Квалификације за Дивизију III|
| 2014. | Луксембург | 6/6 (46/46) | Дивизија                  |
| 2015. | Измир      | 5/7 (45/47) | Дивизија                  |
| 2016. | Истанбул   | 6/6 (46/46) | Дивизија                  |
| 2017. | Софија     | 3/8 (43/48) | Дивизија                  |
| 2018. | Кејптаун   | 1/6 (41/50) | Дивизија III              |

## Резултати против осталих репрезентација
Рачунају се само резултати од стицања независности, не и пријатељске утакмице са зимских спартакијада у оквирима Совјетског Савеза. Закључно са 18. априлом 2015.
| Репрезентација      | Ут | Поб | Н | Пор | ГД | ГП  | ГР   |
| ------------------- | -- | --- | - | --- | -- | --- | ---- |
| Јужна Африка        | 1  | 0   | 0 | 1   | 1  | 8   | -7   |
| Јерменија           | 1  | 0   | 0 | 1   | 1  | 22  | -21  |
| Монголија           | 1  | 0   | 0 | 1   | 0  | 6   | -6   |
| Грчка               | 1  | 0   | 0 | 1   | 0  | 13  | -13  |
| УАЕ                 | 3  | 1   | 0 | 2   | 6  | 19  | -13  |
| Северна Кореја      | 2  | 0   | 0 | 1   | 5  | 34  | -29  |
| Хонгконг            | 2  | 0   | 0 | 2   | 3  | 23  | -20  |
| Бугарска            | 1  | 0   | 0 | 1   | 1  | 19  | -18  |
| Луксембург          | 2  | 0   | 0 | 2   | 3  | 34  | -31  |
| Турска              | 1  | 0   | 0 | 1   | 1  | 13  | -12  |
| Босна и Херцеговина | 1  | 1   | 0 | 0   | 4  | 1   | +3   |
| Укупно: 11 ривала   | 16 | 2   | 0 | 14  | 25 | 192 | -167 |